# 145th Airlift Wing

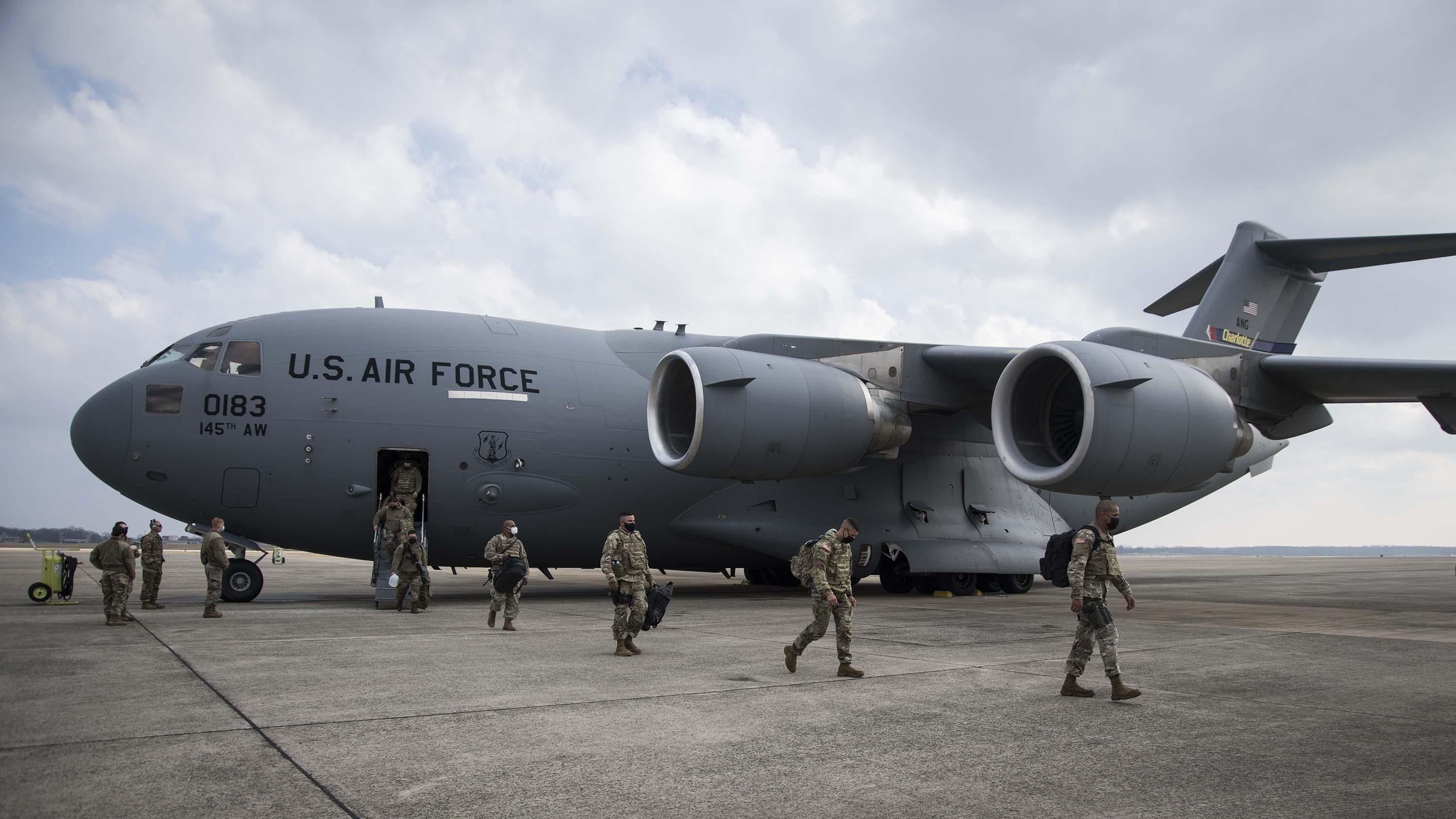
C-17A dello Stormo

Il 145th Airlift Wing è uno Stormo da trasporto della Carolina del Nord Air National Guard. Riporta direttamente all'Air Mobility Command quando attivato per il servizio federale. Il suo quartier generale è situato presso la Charlotte Air National Guard Base, Carolina del Nord.

## Organizzazione
Attualmente, al 2024, esso controlla:
- 145th Operations Group
  - 145th Operations Support Flight
  -  156th Airlift Squadron - Equipaggiato con C-17A Globemaster III
  - 156th Aeromedical Evacuation Squadron
- 145th Maintenance Group
  - 145th Aircraft Maintenance Squadron
- 145th Mission Support Group
  - 145th Civile Engineer Squadron
  - 145th Logistics Readiness Squadron
  - 145th Security forces Squadron
  - 145th Communications Flight
- 145th Medical Group
- 118th Air Support Operations Squadron
- 156th Weather Flight
- 235th Air Traffic Squadron, New London Air National Guard Base, Carolina del Nord
- 263rd Combat Communications Squadron, New London Air National Guard Base, Carolina del Nord
- 145th Civil Engineer Regional Training Site